# ASC Records
ASC Records is een Brits platenlabel voor jazz, hedendaagse klassieke muziek, elektronische muziek en underground. De letters ASC staan voor All Sounds Contemporary. Op het sublabel Prima Facie komen wereldpremières van Britse componisten uit. ASC Records en Prima Facie zijn gevestigd in Macclesfield, Cheshire.
Musici en gezelschappen die op ASC Records uitkwamen zijn onder meer Steve Plews, Howard Riley, John Law en E,F (Steven Earnshaw en Simon Fawcett) (allen jazz) en New World Quartet en Julian Hellaby (hedendaags klassiek).
Op Prima Facie verschenen onder andere cd's met werk van Beth Wiseman en Giles Easterbrook.